# Battaglia di Raith
La battaglia di Raith fu uno scontro militare avvenuto nell'anno 596 tra Angli e Bretoni, Scoti e Pitti.
Sulla base degli studi di E. W. B. Nicholson, bibliotecario della Bodleian Library di Oxford, nel XIX secolo è stato riportato alla luce il poema di Y Gododdin contenuto nel Libro di Aneirin nel quale si citava un non identificato luogo definito "Catraeth". Gli studi linguistici di Nicholson lo portarono a dedurre che "cat" fosse la parola usata in gaelico per "battaglia" o "combattimento", mentre "Raeth" rimandava in qualche modo alla città scozzese di Raith.
Sempre secondo gli studi di Nicholson, tal battaglia venne combattuta nel 596 ad ovest dell'attuale città di Kirkcaldy. Forze d'invasione degli Angli sbarcarono sulla costa di Fife nei pressi di Raith e sconfissero un esercito alleato composto da Scoti, Bretoni e Pitti al comando di re Áedán mac Gabráin di Dál Riata.
In realtà non si conoscono altri dati storici consistenti relativi allo scontro.